# Mallory Square

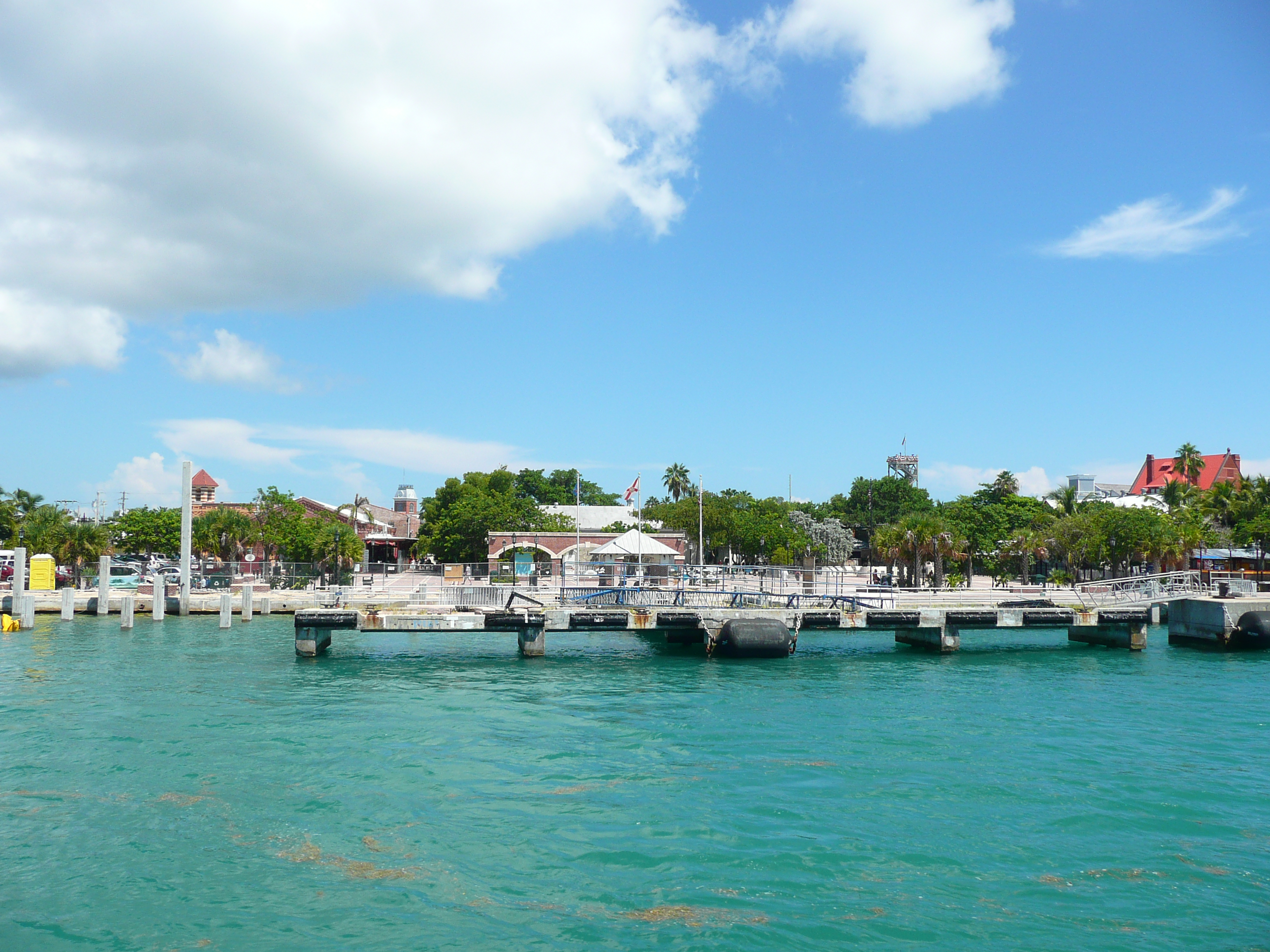
Mallory Square vom Golf von Mexiko. Die Innenstadt von Key West im Hintergrund.

Der Mallory Square ist ein Platz in der Innenstadt von Key West.
Er befindet sich nahe der Küste in Key West’s historischem Stadtteil Old Town und dem Kreuzfahrthafen am nördlichen Ende der Duval Street mit Blick auf den Golf von Mexiko.
Es ist der Ort, an dem traditionell der Sonnenuntergang gefeiert wird. Er ist eine der Hauptattraktionen von Key West. Hunderte von Touristen erscheinen hier jeden Abend, um den Sonnenuntergang über Sunset Key und Wisteria Island zu erleben.

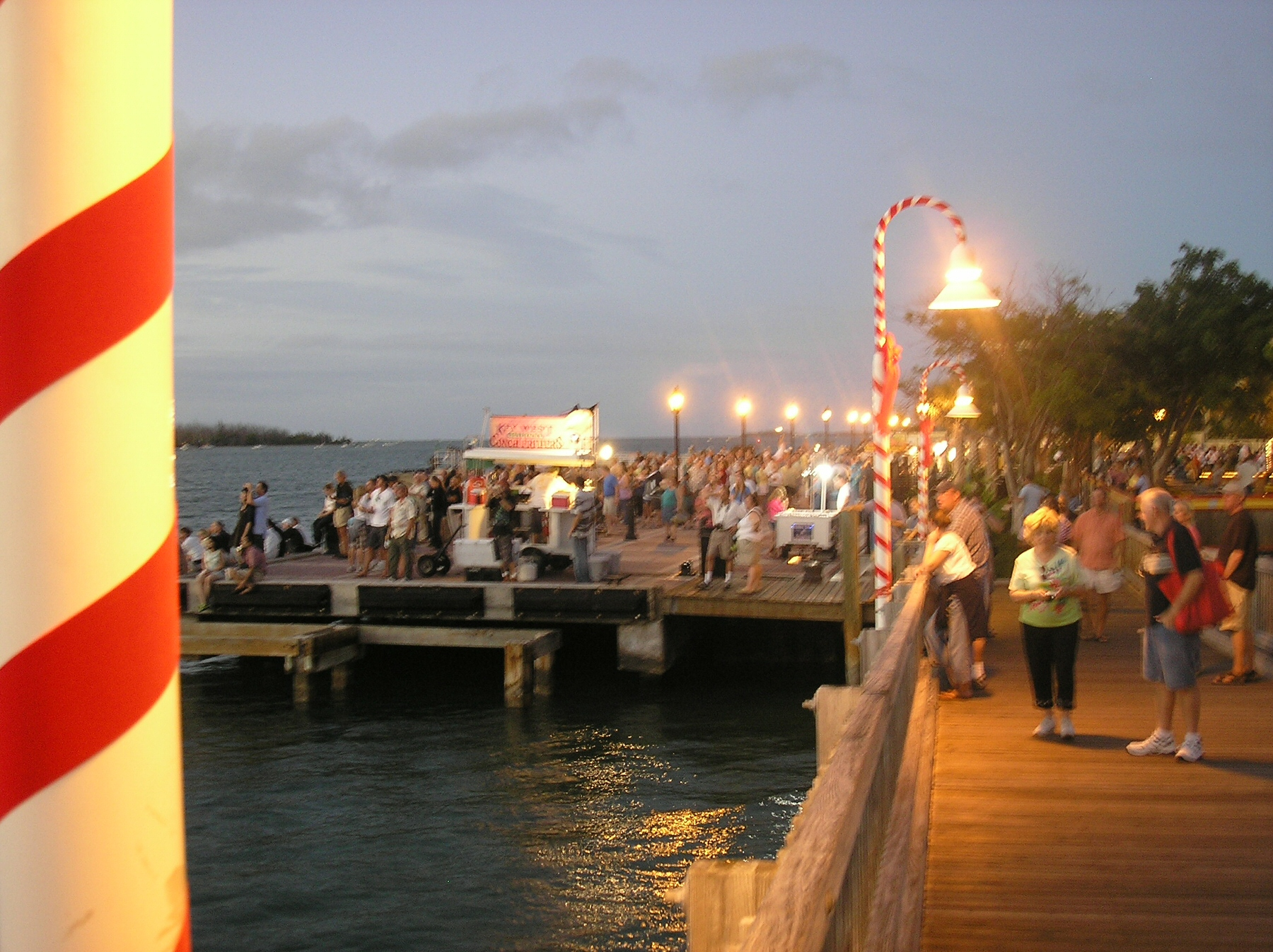
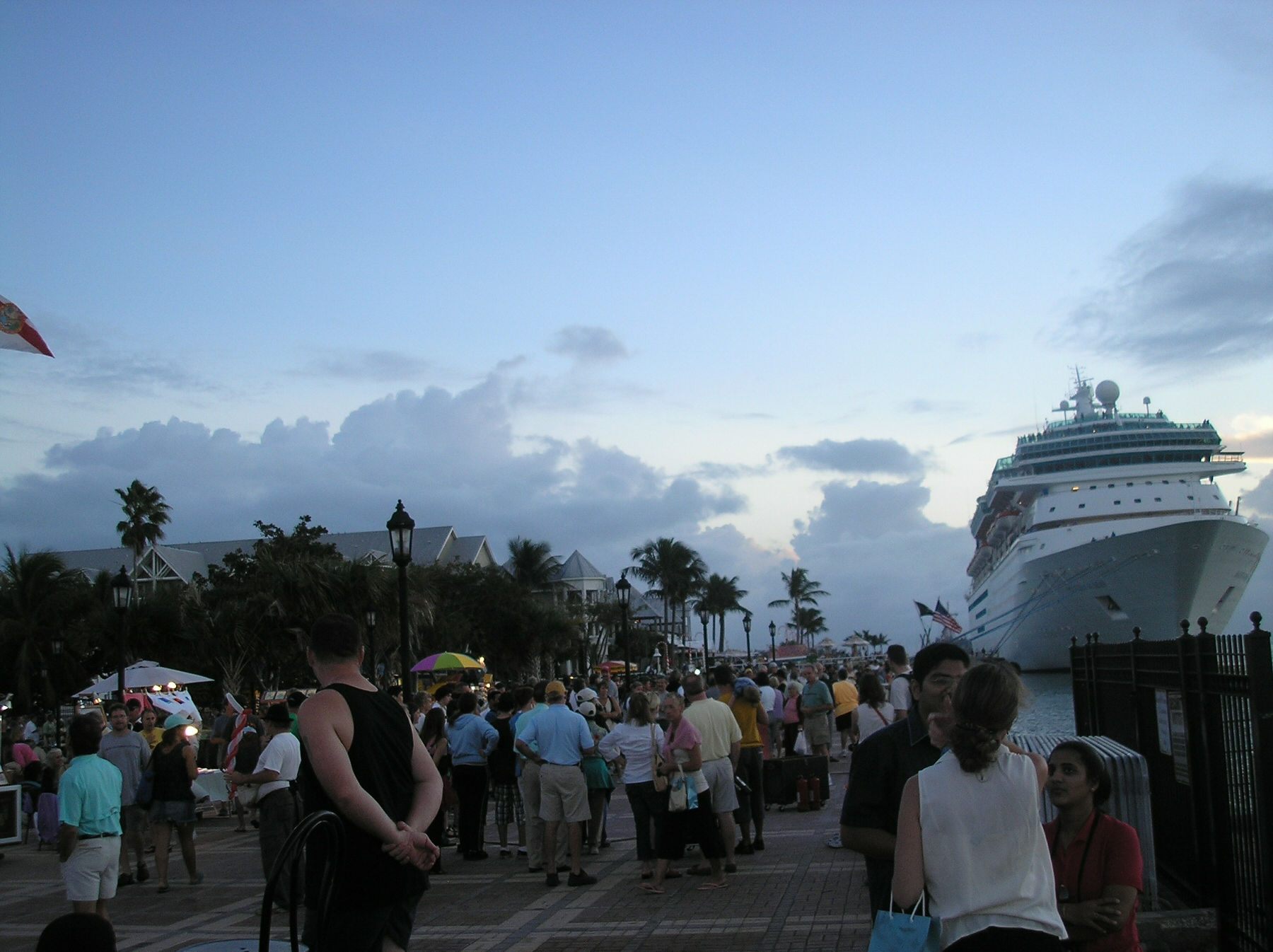
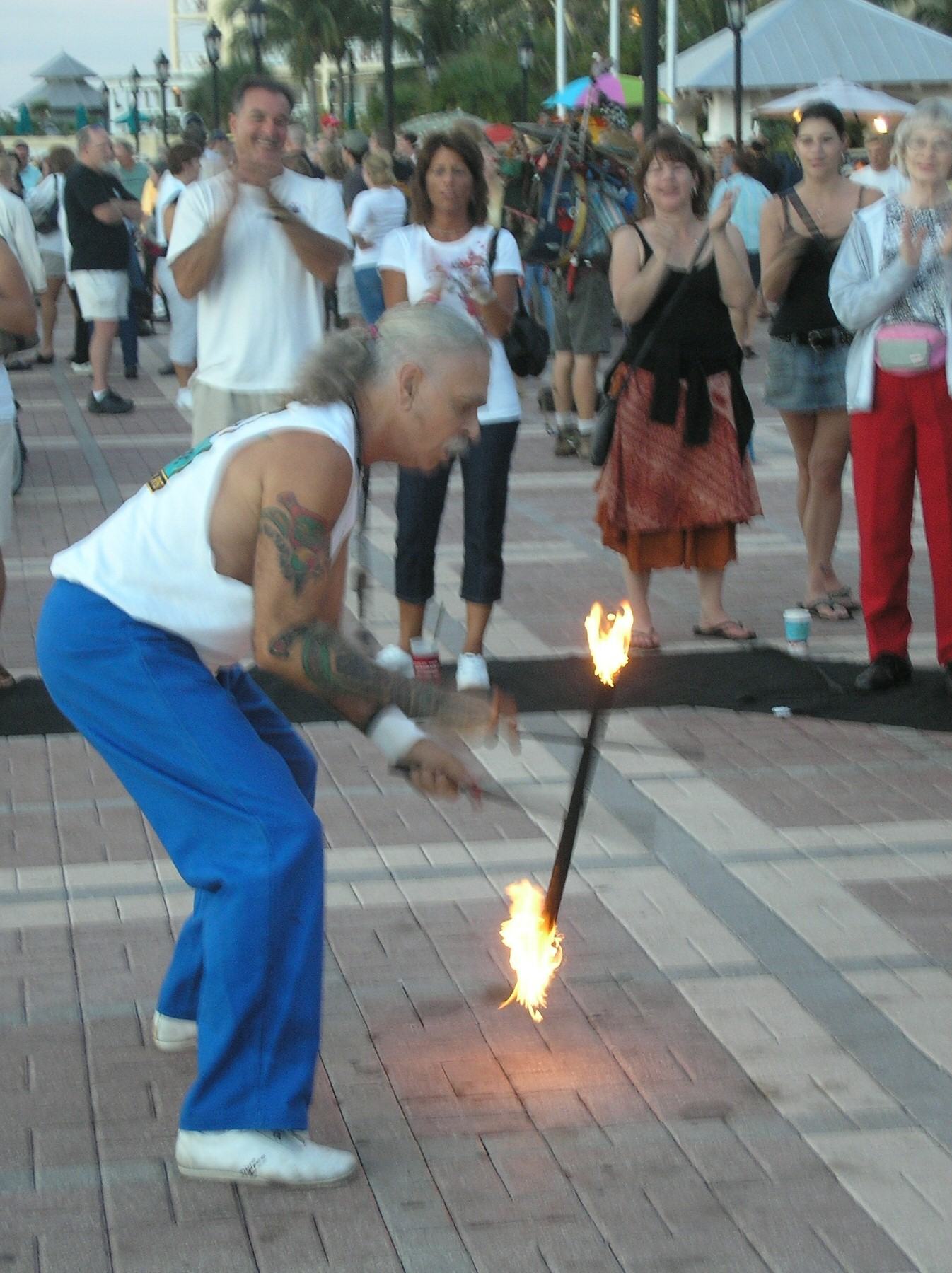